# Piekło (film 2005)
Piekło (fr. L’enfer) – francusko-belgijsko-włosko-japoński dramat psychologiczny z 2005 roku w reżyserii Danisa Tanovicia. Scenariusz został napisany przez Krzysztofa Kieślowskiego oraz Krzysztofa Piesiewicza. Zdjęcia kręcono w Paryżu oraz w departamentach Essonne i Dolina Oise.

## Opis fabuły
Paryż, rok 1980 – mężczyzna wychodzi z więzienia i wraca do domu, ale żona brutalnie go wyrzuca. Mężczyzna skacze z piątego piętra. Na rozgrywający się dramat patrzą trzy dziewczynki. Akcja przenosi się o dwadzieścia lat później. Te same kobiety — matka i trzy córki — nie potrafiąc poradzić sobie z przykrym wydarzeniem, nie są w stanie odnaleźć uczuciowej stabilizacji.

## Obsada
- Emmanuelle Béart jako Sophie
- Karin Viard jako Céline
- Marie Gillain jako Anne
- Guillaume Canet jako Sébastien
- Jacques Gamblin jako Pierre
- Jacques Perrin jako Frédéric
- Carole Bouquet (matka)
- Jean Rochefort (Louis)